# Каррель (лунный кратер)
Кратер Каррель (лат. Carrel) — небольшой ударный кратер в центральной части Моря Спокойствия на видимой стороне Луны. Название присвоено в честь французского хирурга, биолога, патофизиолога и евгениста Алексиса Карреля (1873—1944), утверждено Международным астрономическим союзом в 1979 г.

## Описание кратера

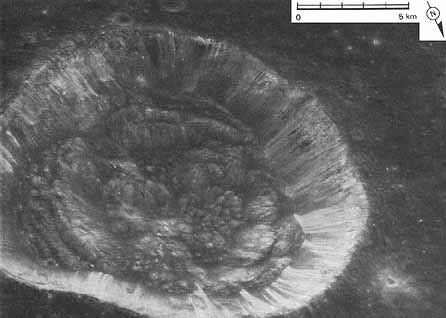
Снимок с борта Аполлона-15. Хорошо видны полосы на внутреннем склоне кратера.

Ближайшими соседями кратера являются кратеры Маклир и Росс на западе; кратер Плиний на северо-западе; кратер Янсен на северо-востоке; кратер Синас на востоке-юго-востоке; кратер Валлах на юго-востоке; кратеры Араго и Ламонт на юго-западе. Селенографические координаты центра кратера — 10°40′ с. ш. 26°41′ в. д. / 10,67° с. ш. 26,68° в. д., диаметр — 15,6 км, глубина — 2,19 км.

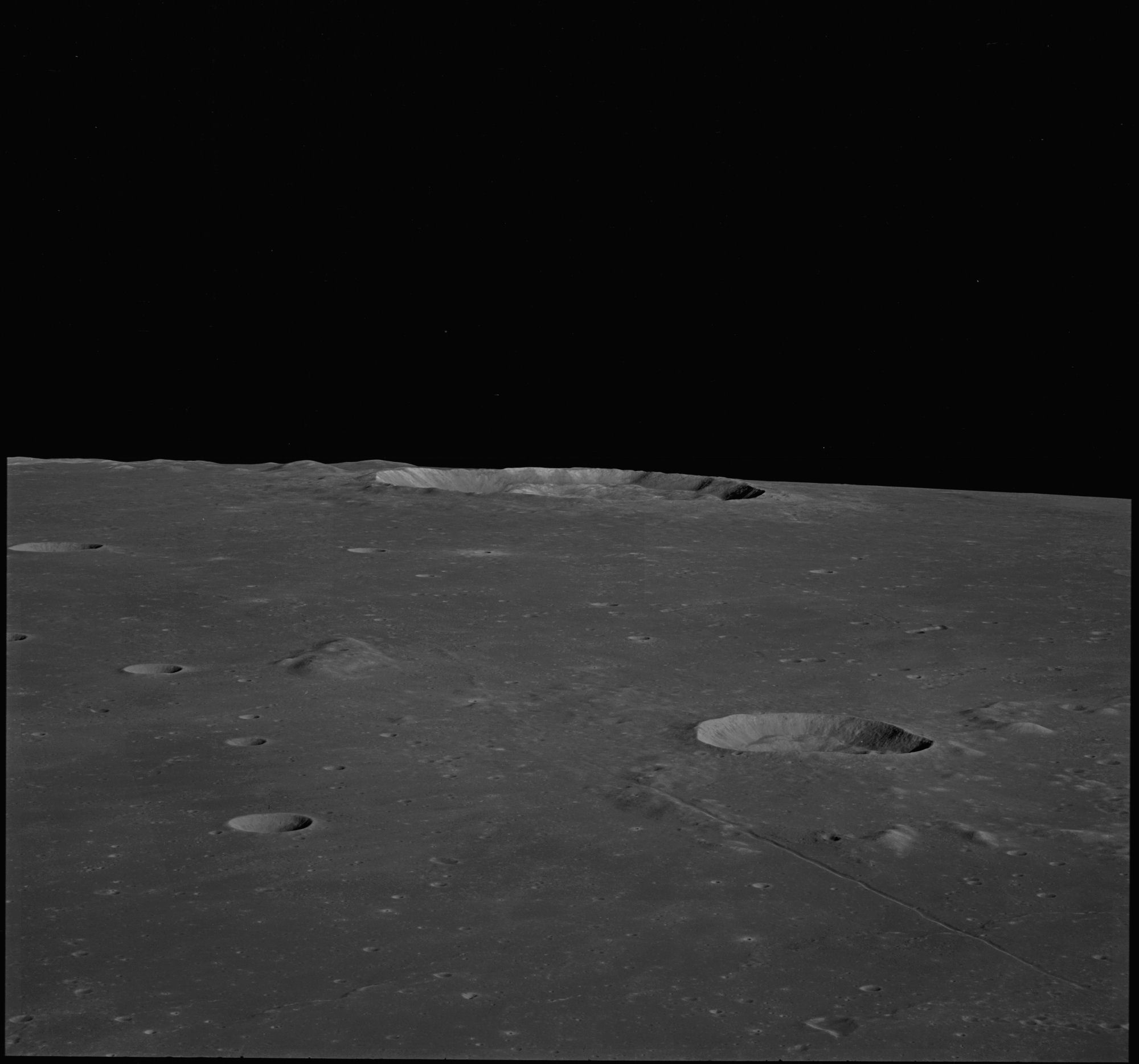
Кратеры Каррель и Плиний (на заднем плане). Снимок с борта Аполлона-10.

Кратер Каррель лежит на хребте, протянувшемся в Море Спокойствия, имеет циркулярную форму, нарушенную большим выступом в восточной части, практически не затронут разрушением. Вал с острой кромкой, внутренний склон вала гладкий, у его подножья находятся осыпи пород. На внутреннем склоне вала чередуются тонкие вертикальные светлые и темные полосы. Высота вала над окружающей местностью достигает 560 м. Дно чаши пересечённое.
До получения собственного названия в 1979 г. кратер Каррель именовался сателлитным кратером Янсен B.
У кратера Каррель нет сателлитных кратеров.